# Junction Boulevard
Junction Boulevard – stacja metra nowojorskiego, na linii 7. Znajduje się w dzielnicy Queens, w Nowym Jorku i zlokalizowana jest pomiędzy stacjami 103rd Street – Corona Plaza i 90th Street – Elmhurst Avenue. Została otwarta 21 kwietnia 1917.